# راغد النجار
راغد النجار (انگلیسی: Raghed Al-Najjar؛ زادهٔ ۲۰ دسامبر ۱۹۹۶) بازیکن فوتبال اهل عربستان سعودی است.
از باشگاه‌هایی که در آن بازی کرده‌است می‌توان به باشگاه ورزشی الفیصلی اشاره کرد.